# Hibbertia empetrifolia
Hibbertia empetrifolia är en tvåhjärtbladig växtart. Hibbertia empetrifolia ingår i släktet Hibbertia och familjen Dilleniaceae.

## Underarter
Arten delas in i följande underarter:
- H. e. empetrifolia
- H. e. radians
- H. e. uncinata

## Bildgalleri

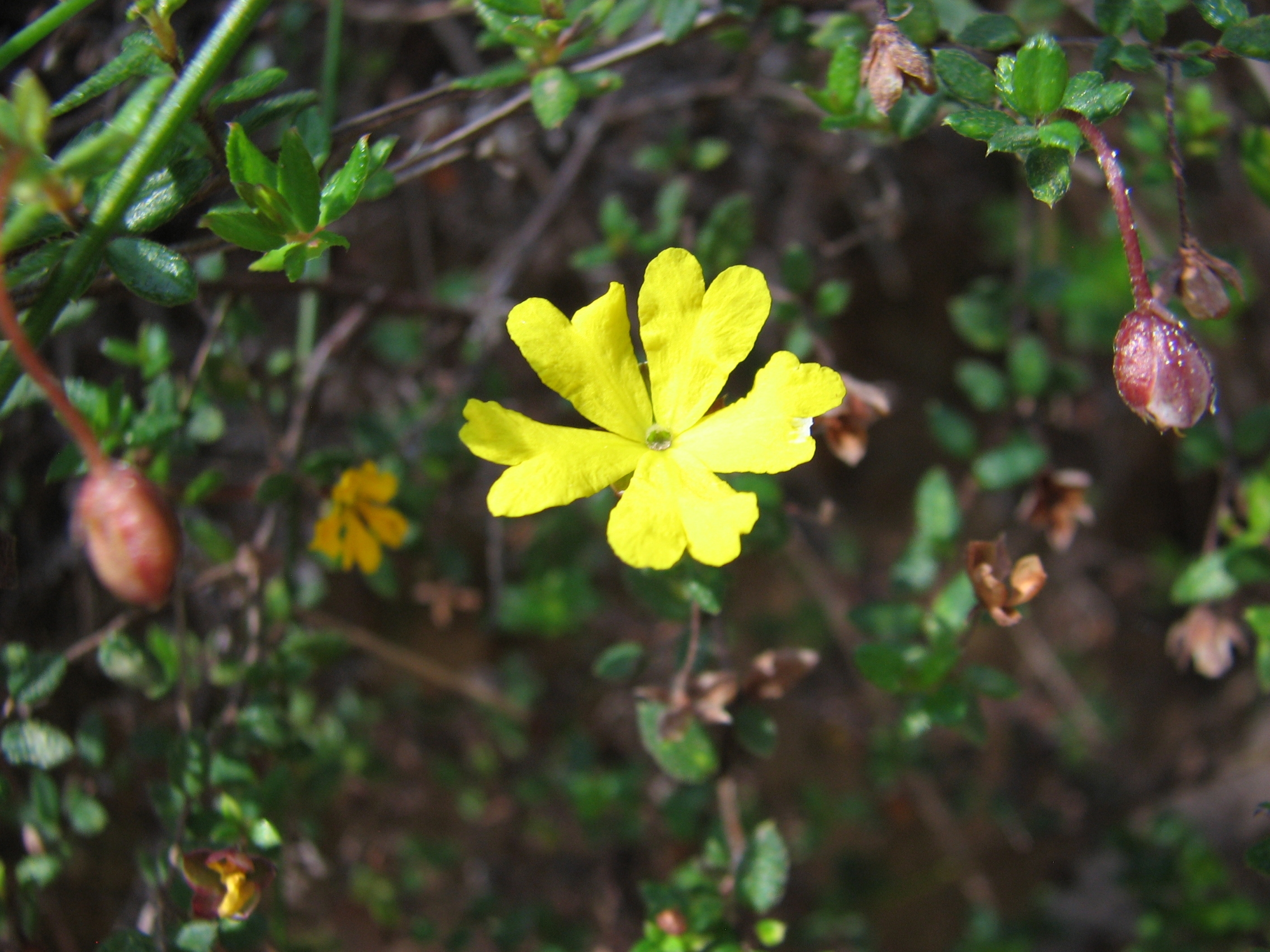